# 勒马尔济约维尔
勒马尔济约维尔（法語：Le Malzieu-Ville，法語發音：[lə malzjø vil]）是法国洛泽尔省的一个市镇，位于该省西北部，属于芒德区。

## 地理
勒马尔济约维尔（44°51'22"N, 3°19'51"E）面积7.8 平方千米，位于法国奧克西塔尼大區洛泽尔省，该省份为法国南部内陆省份，北起上盧瓦爾省和康塔爾省，西接阿韦龙省，南至加尔省，东临阿尔代什省。
与勒马尔济约维尔接壤的市镇（或旧市镇、城区）包括：圣莱热迪马尔济约、勒马尔济约福兰、普吕尼耶尔、旧圣皮埃尔、布拉维尼亚克。
勒马尔济约维尔的时区为UTC+01:00、UTC+02:00（夏令时）。

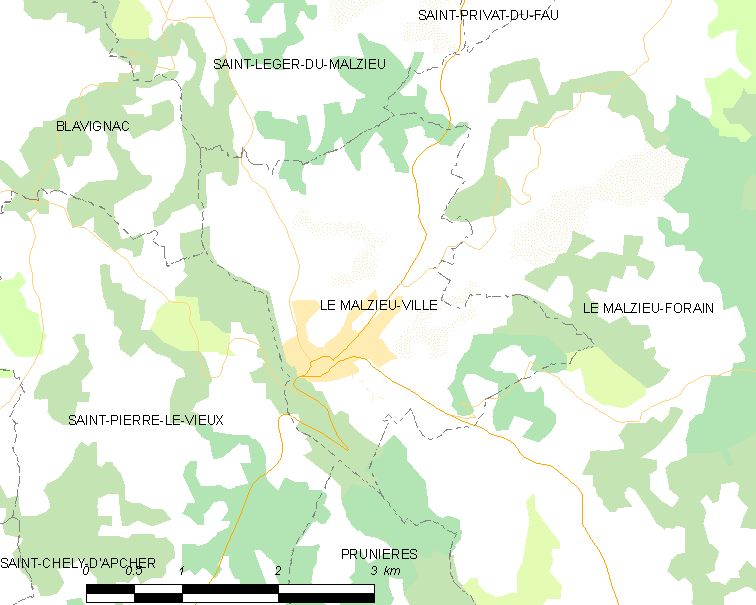
勒马尔济约维尔的OSM定位图

## 行政
勒马尔济约维尔的邮政编码为48140，INSEE市镇编码为48090。

## 政治
勒马尔济约维尔所属的省级选区为利马尼奥勒河畔圣阿尔邦县。

## 交通
洛泽尔省省道D4线、D14线、D47线、D48线和D989线在勒马尔济约维尔境内交汇。

## 人口

1962-2008年间勒马尔济约维尔人口变化图示

勒马尔济约维尔于2022年1月1日时的人口数量为743人。